# "Sr.": ロバート・ダウニー・シニアの生涯
『"Sr.": ロバート・ダウニー・シニアの生涯』（"Sr."）は、ロバート・ダウニー・ジュニアとその父のロバート・ダウニー・シニアのキャリアと関係性を検証する2022年のアメリカ合衆国のドキュメンタリー映画である。映画はクリス・スミスが監督し、2022年11月18日に劇場公開され、12月2日にNetflixで配信された。

## 内容
ロバート・ダウニー・ジュニアが亡き父のロバート・ダウニー・シニアの生涯とキャリアを語る。

## キャスト
- ロバート・ダウニー・ジュニア
- ロバート・ダウニー・シニア
- ポール・トーマス・アンダーソン
- アラン・アーキン
- メジ・アトウッド
- ショーン・ヘイズ
- ノーマン・リア（英語版）
- ローレンス・ウルフ

## 公開
プレミア上映は2022年9月にテルライド映画祭で行われた。
2022年11月18日に一部劇場で上映された後、12月2日よりNetflixで配信開始された。予告編は2022年11月14日に公開された。

## 評価
レビュー集積サイトのRotten Tomatoesでは60件の批評に基づいて支持率は97%、平均点は7.8/10となり、「『"Sr.":ロバート・ダウニー・シニアの生涯』は魅力的な映画監督を照らし出すものであり、息子から父への痛烈な賛辞でもある」とまとめられた。Metacriticでは19件の批評に基づいて加重平均値は78/100と示された。
『ロサンゼルス・タイムズ』紙のゲイリー・ゴールドスタインは「『『"Sr.":ロバート・ダウニー・シニアの生涯』』はオフビートなヒーローかつクリエイティブなパイオニアへの優しい肖像画であり、相応しい賛辞である」と評した。『RogerEbert.com』のブライアン・タレリコは4ツ星満点で3ツ星を与え、「映画学の授業と心理学の授業で見るようなものとの間で綱引きをしているように感じることがある」としながらもそのアプローチによってより個人的なものに感じられると述べた。
映画はナショナル・ボード・オブ・レビュー賞ドキュメンタリー映画賞を受賞した。